# Alopecosa simoni
Alopecosa simoni là một loài nhện trong họ Lycosidae.
Loài này thuộc chi Alopecosa. Alopecosa simoni được Tord Tamerlan Teodor Thorell miêu tả năm 1872.